# Psara
För andra betydelser, se Psara (olika betydelser).
Psara (grekiska: Ψαρά) är en liten, bergig ö i Egeiska havet, 18 kilometer nordväst om ön Chios. Dess yta är 43 km2. Psara hade år 2001 422 invånare. På ön finns bara en enda by, även den kallad Psara. Ön utgör en egen kommun, vilken även innefattar den lilla ön Antipsara väster om Psara. Psara har även en liten hamn som sammanknyter ön med Chios och andra delar av Grekland.

## Historia
Ön har varit bebodd sedan mykensk tid, och dess invånare har alltid försörjt sig på havet. Homeros var den förste att referera till ön, som Psyra.

## Psaras förstörelse
Psara gick med i det grekiska frihetskriget den 10 april 1821. Ön invaderades den 21 juni 1824 av egyptiska styrkor ledda av Ibrahim Pasha.
Den 4 juli slutade Psara-bornas uppror med en sista strid i stadens gamla fort Palaiokastro. Hundratals soldater, men även kvinnor och barn, hade sökt skydd där när en turkisk styrka på 2 000 man stormade fortet. De flyende öborna visade först upp en vit flagga med orden "Ελευθερία ή Θάνατος" ("Eleftheria i Thanatos", "Frihet eller döden"). Just som turkarna gick in i fortet tände öbon Antonios Vratsanos eld på krutlagret. Explosionen dödade både öborna och deras fiender, och öborna höll alltså sitt löfte och hedrade sin flagga. En fransk officer som hörde och såg explosionen jämförde den med ett vulkanutbrott på Vesuvius.
Före frihetskriget hade ön mer än 20 000 innevånare och utgjorde jämte Hydra och Spetses den förnämsta grekiska sjömakten. En del av befolkningen lyckades fly från ön, men de övriga såldes antingen till slaveri eller dödades. Ön övergavs, och de överlevande öborna spreds över vad som i dag är södra Grekland. Theophilos Kaires, en präst och lärd, tog sig an många av de barn som blivit föräldralösa, och utvecklade den berömda skolan Orphanotrophei.